# دلي بجك سفيدار (سبيدار)
دلي بجك سفيدار (بالفارسية: دلی بجک سفیدار) هي قرية تقع في إيران في قسم سبیدار الريفي. يقدر عدد سكانها بـ 60 نسمة بحسب إحصاء 2016.